# Pitting (Bauschaden)

Rasterelektronenmikroskopische Aufnahme eines Mikropits auf der Oberfläche eines Marmorbausteines (Apollon-Tempel in Didyma/Türkei).

Das Pitting zählt zu den sehr häufig auftretenden Schädigungsformen von Werksteinen, insbesondere solcher von alten historischen Bauwerken. Leicht verwitterbare und säureempfindliche Materialien und Bausteine, beispielsweise aus Kalkstein oder Marmor, sind hiervon häufig betroffen.
Die Herausbildung von Pits bzw. das Pitting kann verschiedene Ursachen haben. Man kann das Pitting auf zwei mögliche Ursachen zurückführen:
- Biogen induziertes Pitting und
- Chemisch/physikalisch bedingtes Pitting

## Biogen induziertes Pitting
Das 'Pitting' zählt zu den sehr häufig auftretenden biogenen Schädigungen an Kalk- und Marmorbausteinen. Die Pits fallen vorwiegend durch ihre (vor allem mikroskopische) Vielzahl auf, zählen aber nicht vordergründig zu jenen Schadensarten, die eine sehr starke Schädigung verursachen. Übersteigen die einzelnen Pits eine bestimmte Größe und Quantität, so sind sie mit bloßem Auge sichtbar und führen zuerst zu einer ästhetischen Beeinträchtigung, später, mit zunehmender Schädigung, auch zu einer Bedrohung der Bausubstanz.

Schematische Darstellung einer Pit-Entwicklung, beginnend vom Mikro-Pit bis hin zum Macro-Pit. In Stadium (A) siedeln sich Mikroorganismen in kleinen Unebenheiten auf der Gesteinsoberfläche an. In Stadium (B) kommt es zum Zusammenschluss zweier Pits und in Phase C ergeben sich typische Makropits mit zugehörigen Substrukturen.

### Schadensbild
Es können, je nach Größe der einzelnen Pits, Makropits und Mikropits differenziert werden. All jene, durch das bloße Auge sichtbaren Schädigungen, werden als Makropits bezeichnet und von denen unterschieden, die nur unter dem Mikroskop erkennbar sind, den Mikropits. Durch 'Pitting' geschädigte Steine weisen runde bis ovale Defektstellen mit konkaven Einhöhlungen unterschiedlicher Tiefe auf. Diese reichen in ihren Dimensionen von mikroskopischen Größenordnungen bis hin zu einzelnen 1,5 cm großen Bildungen.
Während die 'Makropits' recht selektiv in Erscheinung treten, ist das 'Mikropitting' sehr viel weiter verbreitet.

### Bildungsmechanismus
Mikropits können auf die Besiedelung der Gesteinsoberflächen durch Dematiaceen und epi- und endolithische Flechten zurückgeführt werden. Die Schädigung des Steins durch diese Flechten und Pilze erfolgt durch eine kombinierte chemisch-physikalisch-mechanische Verwitterung.
Die Hauptursache der Schädigung und der Herausbildung von Pits liegt in den Stoffwechselprodukten der erwähnten Mikroorganismen begründet. Zu den wichtigsten hier zu nennenden Verbindungen zählen Kohlendioxid (CO2), Zitronensäure (C6H8O7) und Oxalsäure (C2H2O4). Bei der Lösung dieser Verbindungen in Wasser kommt es zur Freisetzung von Oxoniumionen und damit zu einer Absenkung des pH-Werts. Die Freisetzung dieser verwitterungsaktiven Stoffwechselprodukte führt im direkten Umfeld dieser Organismen zu einer chemischen Verwitterung des Marmors. Für Ätz- bzw. Lösungsprozesse bei der Entstehung der 'Pits' sprechen deren glatte und runde Wandungen, die sich konzentrisch um die im Mittelpunkt lokalisierte Flechte bilden.
Die schädigenden Organismen kommen allerdings nicht nur an der Oberfläche des Steins vor. Sofern es die Porosität des Steins zulässt, lassen sich Flechten auch in tieferen Regionen, unterhalb der Oberfläche des Steins, nachweisen. Dies ist allerdings nur möglich, wenn der Marmor durch einen genügend großen Porenraum ausreichend Platz für eine Besiedelung bietet. So können beispielsweise durch die intergranulare Entfestigung und durch Mikrorisse genügend Platz für eine Besiedelung bieten.
Voraussetzung für eine erfolgreiche massenhafte Besiedlung eines Marmors durch Pilze und Flechten ist ein in seiner Festigkeit geschwächter Marmor sowie die ausreichende Zufuhr von Wasser und Licht. Eine ideale Voraussetzung bieten hierbei die anthropogen bearbeiteten Oberflächen z. B. von Marmor. Durch die Bearbeitung mit Werkzeugen findet eine Zerstörung bzw. Schwächung des Korngefüges (z. B. von Marmor) statt. Hier bieten sich ideale Angriffspunkte für das Eindringen des Myzels von Flechten und Pilzen. Einzelne Kolonien besiedeln die Oberfläche und dringen weiter in Porenräume und interkristalline Zwischenräume ein. Durch Stoffwechselreaktionen und mechanischen Druck dieser Biomasse kommt es zu einer zusätzlichen Lockerung der Bindung der betroffenen Kalzitkristalle. Mit fortschreitender Schädigung lösen sich auch einzelne (Kalzit-)Kristalle.

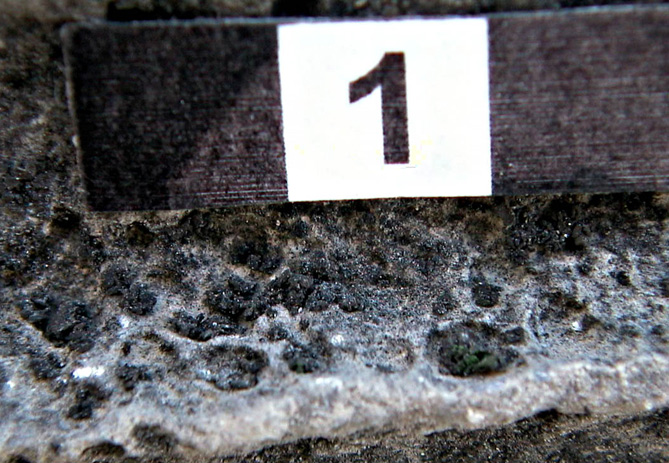
'Makropits' die im Zentrum der Pits Flechtenbewuchs aufweisen. Maßstab: 1 cm

Die 'Makropits' gehen durch sukzessives Wachstum direkt aus den mikroskopischen Formen des Pittings hervor. Als aktive Schädigungsursache für Makropits können fast ausschließlich Pilze die zur Gruppe der Dematiaceae (hefeartige Pilze) gehören gelten. Sie bilden schwarze, knotige Mikrokolonien.

## Chemisch/physikalisch bedingtes Pitting
Das rein chemisch/physikalische Pitting kann auf Korrosionsprozesse verschiedener Art zurückgeführt werden. Als ein mögliches Beispiel sind Einschlüsse von Pyrit im Marmor zu nennen. Der Pyrit kann beim Kontakt mit Luftsauerstoff und Feuchtigkeit Oxidationsprozessen unterliegen, die wiederum die Bildung von Schwefelsäure als eines der Oxidationsprodukte zur Folge hat. Die Schwefelsäure wird vom umgebenden Kalzit neutralisiert, führt aber durch die Neutralisationsreaktion zu dessen Auflösung. Mikro- und Makropits um den einstigen, später restlos verwitterten, Pyriteinschluss sind die Folge.